# IKK gesund plus
Die IKK gesund plus mit Sitz in Magdeburg ist eine deutsche und bundesweit für alle gesetzlich Versicherten wählbare Krankenkasse. Sie entstand zum 1. Januar 2004 durch die Fusion der IKK Sachsen-Anhalt und der IKK Bremen-Bremerhaven. Die zuständige Aufsichtsbehörde ist das Bundesamt für Soziale Sicherung (BAS). Als gesetzliche Krankenkasse ist sie eine Körperschaft des öffentlichen Rechts und betreut ca. 445.000 Versicherte sowie rund 70.000 Arbeitgeber. (Stand 1. Dezember 2023) Sie verfügt über insgesamt 39 Geschäftsstellen in Sachsen-Anhalt und im Großraum Bremen/Bremerhaven sowie über eine Internetfiliale, dem IKK-WebCenter. Die IKK gesund plus beschäftigt rund 700 Mitarbeiter.
Die IKK gesund plus ist Mitglied beim IKK e.V.

## Vorstand und Verwaltungsrat
Vertreten wird die IKK gesund plus seit dem 1. Februar 2022 durch den Vorstandsvorsitzenden Uwe Deh sowie seit 1. Oktober 2022 durch die Vorständin Ann Hillig. Die Krankenkasse ist eine selbstverwaltende Körperschaft des öffentlichen Rechts und hat somit einen Verwaltungsrat. Dieser besteht aus 26 Mitgliedern und ist paritätisch mit Versicherten- und Arbeitgebervertretern besetzt. Verwaltungsratsvorsitzender auf Arbeitnehmerseite ist Hans-Jürgen Müller, Verwaltungsratsvorsitzender auf Arbeitgeberseite Uwe Runge.